# Alberto Cirio
Alberto Cirio (Torino, 6 dicembre 1972) è un politico italiano, dal 6 giugno 2019 presidente della Regione Piemonte e dal 24 febbraio 2024 vicesegretario di Forza Italia.
È stato consigliere comunale e vicesindaco di Alba, consigliere ed assessore regionale del Piemonte ed europarlamentare dal 1º luglio 2014 al 1º luglio 2019 per Forza Italia.

## Biografia
Nato in una famiglia di agricoltori della provincia di Cuneo e a sua volta agricoltore, si è laureato in giurisprudenza presso l'Università degli Studi di Torino.

### Consigliere e assessore comunale di Alba
Inizia la sua carriera politica candidandosi al consiglio comunale di Alba alle elezioni comunali in Piemonte del 1995, tra le liste della Lega Nord di Umberto Bossi a sostegno del sindaco uscente centrista Enzo Demaria, ottenendo 100 preferenze e risultando il primo dei non eletti. Il successivo 4 maggio 1995 viene nominato vicesindaco della giunta comunale di Alba guidata da Demaria, rimanendo in carica fino al 25 ottobre 1997.
Il 15 aprile 1998, a seguito delle dimissioni del consigliere comunale leghista Marco Marcarino, entra in consiglio comunale.
Il 7 luglio 1999 viene rieletto in consiglio e diventa nuovamente vicesindaco di Alba nella nuova giunta di centro-destra guidata da Giuseppe Rossetto.
Alle comunali piemontesi del 2004 si ricandida a consigliere comunale di Alba, ma passando dalla Lega a Forza Italia di Silvio Berlusconi, venendo rieletto con 941 voti di preferenza e successivamente confermato per la terza volta a vicesindaco del comune langarolo sotto Rossetto. Rimane in carica fino all'elezione in regione.

### Consigliere e assessore regionale
Alle elezioni regionali in Piemonte del 2005 si candida per la prima volta tra le liste di Forza Italia, a sostegno della mozione del presidente uscente Enzo Ghigo, risultando eletto nella circoscrizione di Cuneo con 10.880 preferenze in Consiglio regionale del Piemonte, decadendo di conseguenza dall'incarico nella giunta comunale.
Durante la sua militanza politica ad Alba, città in cui risiede, ha ricoperto inoltre i seguenti incarichi: vicepresidente del Comitato regionale Forza Italia Piemonte; delegato alle attività dei Club Forza Silvio; assessore al turismo; vicepresidente dell'Ente Turismo Alba, Bra, Langhe e Roero; presidente dell’Ente Fiera Nazionale (poi Internazionale) del Tartufo Bianco d'Alba (dal 2003 al 2010); responsabile, fino al 2005, del progetto "Nuova D.O.C. Alba"; vicepresidente dell'Albese Calcio e presidente del Centro Ricreativo Bocciofila di Alba.
Alle regionali piemontesi del 2010 si ricandida tra le liste del Popolo della Libertà, a sostegno della mozione dell'allora capogruppo leghista a Montecitorio Roberto Cota, venendo rieletto nella medesima circoscrizione con 14.527 preferenze in consiglio regionale, venendo successivamente nominato assessore all'istruzione, turismo e sport nella giunta regionale del Piemonte presieduta da Cota.

### Elezione al Parlamento europeo
Alle elezioni europee del 2014 si candida al Parlamento europeo, tra le liste di Forza Italia nella circoscrizione Italia nord-occidentale, venendo eletto europarlamentare con 35.388 voti di preferenze.

### Presidente della Regione Piemonte
Il 31 gennaio 2018 il coordinatore regionale di Forza Italia in Piemonte Gilberto Pichetto Fratin annuncia la volontà di candidare Cirio alla presidenza della Regione Piemonte per il centrodestra in vista delle elezioni regionali del 2019.
Il 9 giugno dello stesso anno riceve un avviso di garanzia per peculato insieme ad altri ex consiglieri regionali piemontesi: gli vengono contestati 20.000 euro per spese di rappresentanza e comunicazione tra il giugno 2008 e il maggio 2010.
Il 29 marzo 2019, dopo aver dato la disponibilità alla corsa in vista di una possibile richiesta di archiviazione (eventualità derivante dal fatto di non aver ricevuto l'avviso di conclusione delle indagini), Forza Italia, Lega e Fratelli d'Italia ufficializzano la sua candidatura alle regionali piemontesi.
Il successivo 26 maggio viene eletto presidente con il 49,86% dei voti, prevalendo sul presidente uscente Sergio Chiamparino. Verrà proclamato ufficialmente presidente il 6 giugno.
Nel luglio 2019, alla luce della documentazione presentata per giustificare le spese sostenute e documentare la correttezza del proprio operato, il procedimento per peculato è stato definitivamente archiviato.

### Capodelegazione al Comitato europeo delle regioni e vicesegretario di FI
Dal 28 giugno 2022 è il Capo della delegazione italiana al Comitato delle Regioni a Bruxelles.
Il 24 febbraio 2024, nel corso del primo congresso del partito, viene eletto vicesegretario di Forza Italia.
Il 29 febbraio 2024 viene annunciato, in una nota congiunta, che Cirio correrà per un secondo mandato appoggiato da Forza Italia - Unione di Centro (e anche Partito Liberale Italiano), Fratelli d'Italia, Lega e Noi Moderati. Viene infine sostenuto anche da una lista civica personale che include candidati di Azione, Moderati, Tempi Nuovi, Torino Bellissima e Piemonte nel Cuore. Alle regionali dell'8-9 giugno viene confermato con il 56% dei voti con un distacco di 23 punti dalla candidata del centro-sinistra Pentenero. Cirio diventa così il primo presidente uscente ad essere riconfermato alle urne dopo Enzo Ghigo nel 2000.